# Зааятское
Зааятское (каз. Зааят) — село в Денисовском районе Костанайской области Казахстана. Административный центр Зааятского сельского округа. Находится примерно в 51 км к северу от районного центра, села Денисовка. Код КАТО — 394039100.В селе есть одна школа "Зааятская основная средняя школа" которая была построена в 1976 году а также есть четыре магазина и одна заправка(2024)

## Население
В 1999 году население села составляло 877 человек (427 мужчин и 450 женщин). По данным переписи 2009 года, в селе проживало 766 человек (378 мужчин и 388 женщин).